# Onosma atrocyaneum
Onosma atrocyaneum är en strävbladig växtart som beskrevs av Adrien René Franchet. Onosma atrocyaneum ingår i släktet Onosma och familjen strävbladiga växter. Inga underarter finns listade i Catalogue of Life.